# ミールザー・アバー・バクル

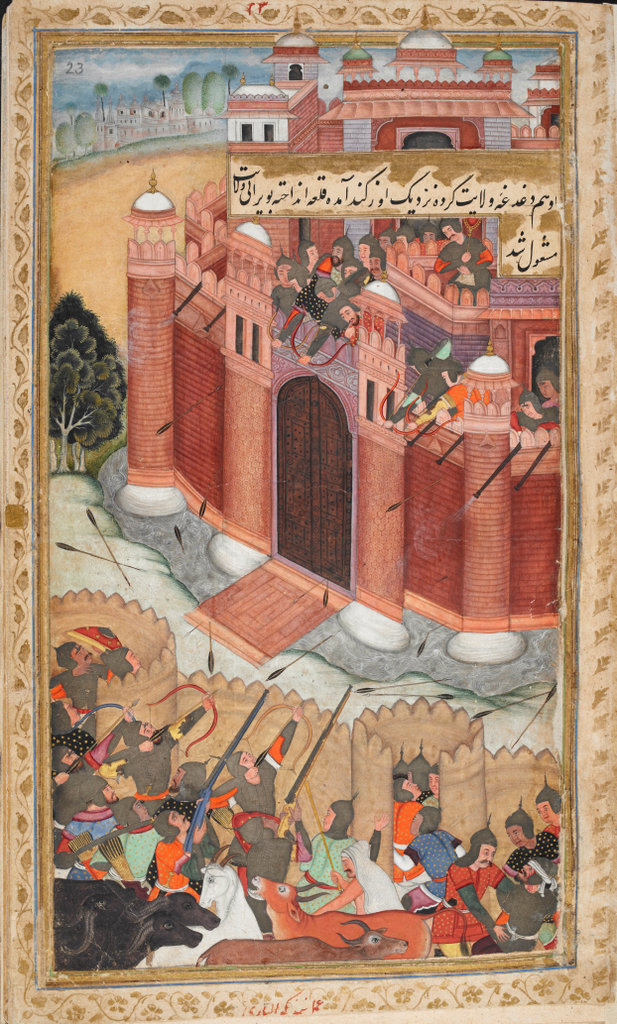
1494年、ウルゲンチの攻略に失敗するアブー・バクル（『バーブル・ナーマ』の細密画）

ミールザー・アブー・バクル・ドゥグラト（ペルシア語: ميرزا أبو بكر دوغلات, ラテン文字転写: Mirza Abu Bakr Dughlat, 生没年不詳）は、ドゥグラトのアミール。その事跡は従甥にあたるミールザー・ハイダル・ドゥグラトが著した『ターリーヒ・ラシーディー』に記されている。

## 生涯
サニズ・ミールザーの長男で、ムハンマド・ハイダル・ミールザー・ドゥグラトの孫にあたる。1465年、ヤルカンドを拠点として西カシュガルにモグーリスタン・ハン国から独立した政権を建て、ホータンも支配した。1479年から1480年にかけて、モグーリスタンの君主であるユーヌスの侵攻を撃退し、1480年にはカシュガルを占領した。1499年、ユーヌスの次男であるアフマド・アラクにカシュガルを奪われるがすぐに取り戻した。しかし、1514年にスルターン・サイード（アフマド・アラクの次男）にカシュガルを奪取された。ヤルカンドとホータンもスルターン・サイードに奪われることを恐れたアブー・バクルは跡目を長男のジャハーンギール・ミールザーに譲ってラダックに逃亡し、当地で没した。

## 家族
フスン・ニガル・ハヌム（エセン・ブカの次女）と、マフムード・ミールザー（アブー・サイードの次男）の長女であるハンザダ・ベグムの2人を妻とし、ジャハーンギール、トゥーラーンギール、ブスタンギールの3男を儲けた。

## 参考資料
- Mirza Muhammad Haidar Dughlt (2008/01/01). N. Elias. ed. A History of the Moghuls of Central Asi: The Tarikh-i-Rashidi. E. Denison Ross. trans. (Reprint ed.). Cosimo, Inc.. ISBN 978-1605201504
- Chahryar Adle; Irfan Habib; Karl M. Baipakov (2004/3/1). History of Civilizations of Central Asia: Development in contrast : from the sixteenth to the mid-nineteenth century. UNESCO. ISBN 92-3-103876-1